# Ульріх Мензе
Ульріх Мензе (нім. Ulrich Mense, 29 січня 1927 — 14 лютого 2003) — східнонімецький яхтсмен.
Срібний призер Олімпійських Ігор 1964 року в класі Дракон.